# 952 Caia
952 Caia este un asteroid din centura principală, descoperit pe 27 octombrie 1916, de Grigori Neuimin.